# حوزه انتخابیه هشتم پنسیلوانیا
حوزه انتخابیه هشتم پنسیلوانیا یک حوزه انتخابیه مجلس نمایندگان آمریکا است که در ایالت پنسیلوانیا قرار دارد.